# كيث فـان هورن
كيث فـان هورن (بالإنجليزية: Keith Van Horne)‏ هو لاعب كرة قدم أمريكية أمريكي، ولد في 6 نوفمبر 1957 في Mt. Lebanon, Pennsylvania ‏ في الولايات المتحدة.

## وصلات خارجية
- كيث فـان هورن على موقع إي إس بي إن.كوم (أن.أف.أل)3
- كيث فـان هورن على موقع مرجع كرة القدم المحترفة.كوم (الإنجليزية)
- كيث فـان هورن على موقع IMDb (الإنجليزية)
- كيث فـان هورن على موقع كينوبويسك (الروسية)